# Velletri
Velletri település Olaszországban, Lazio régióban, Róma megyében. Lakosainak száma 52 528 fő (2023. január 1.). Velletri Aprilia, Artena, Cisterna di Latina, Genzano di Roma, Lariano, Nemi, Rocca di Papa és Lanuvio községekkel határos.

## Népesség
A település lakossága az elmúlt években az alábbi módon változott:
| Lakosok száma | 53 249 | 53 188 | 52 528 |
|               | 2016   | 2018   | 2023   |